# 半月號
半月號（荷蘭語：Halve Maen）是一艘荷兰东印度公司的快速平底船（类似于克拉克帆船）。它受荷兰共和国阿姆斯特丹市VOC商会的委托，秘密寻找通往中国的西方航道，于1609年9月驶入现在的纽约港。這是歐洲人首次發現紐約。该船由为荷兰共和国服务的英国人亨利·哈德逊担任船长。
1909年，荷兰王国向美国赠送了半月號的复制品，以纪念哈德逊航行300周年； 该复制品于1934年在大火中被摧毁。五十年后，新荷兰博物馆委托修造了第二个复制品。
半月號在華盛頓·歐文的《紐約外史》及中均有提到。